# Groeve Orenberg

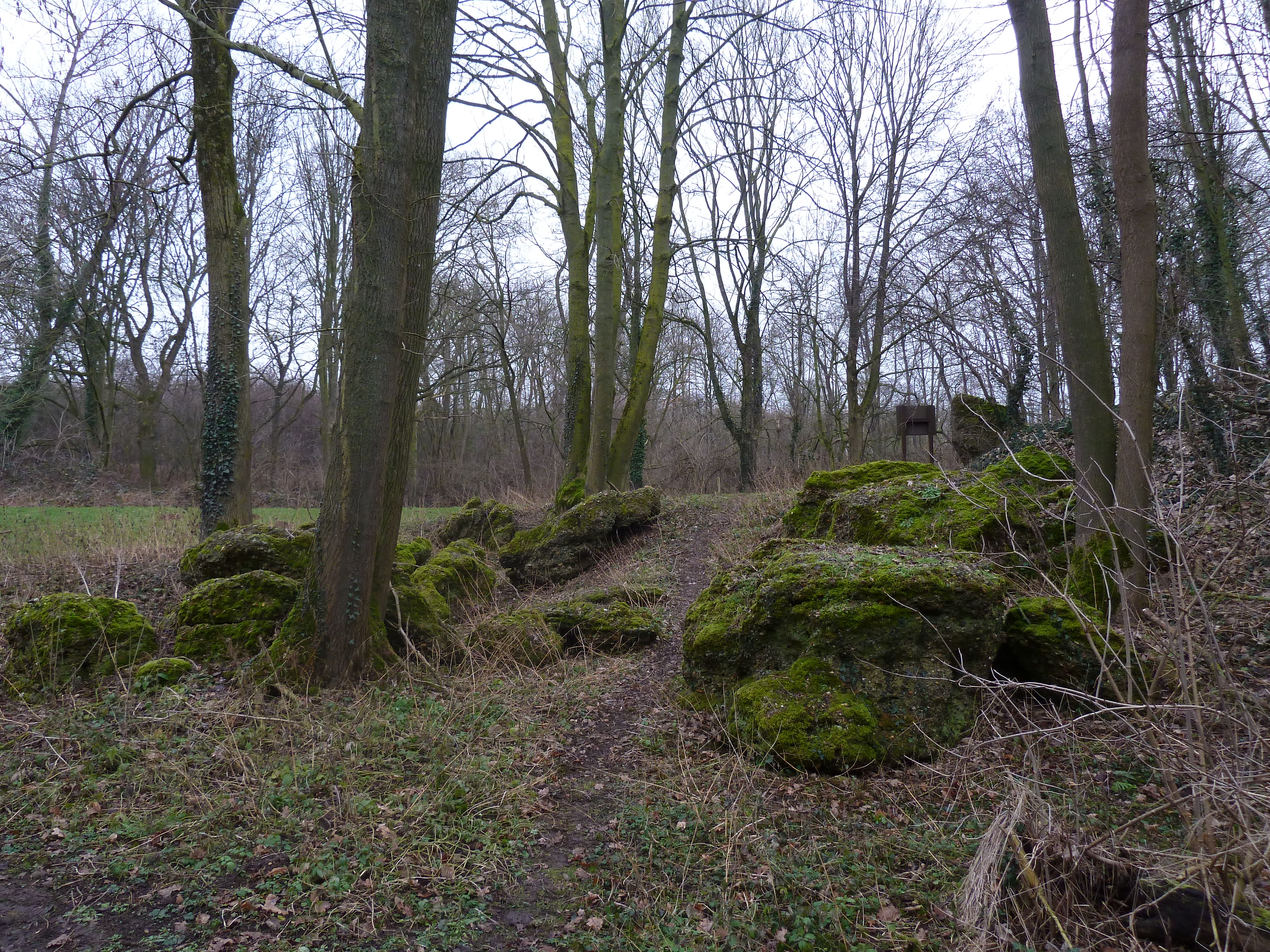
Een aantal losse blokken in het Geologisch monument Örenberg. Ondanks dat de blokken door mos overgroeid zijn is nog duidelijk zichtbaar dat het om conglomeraat gaat.

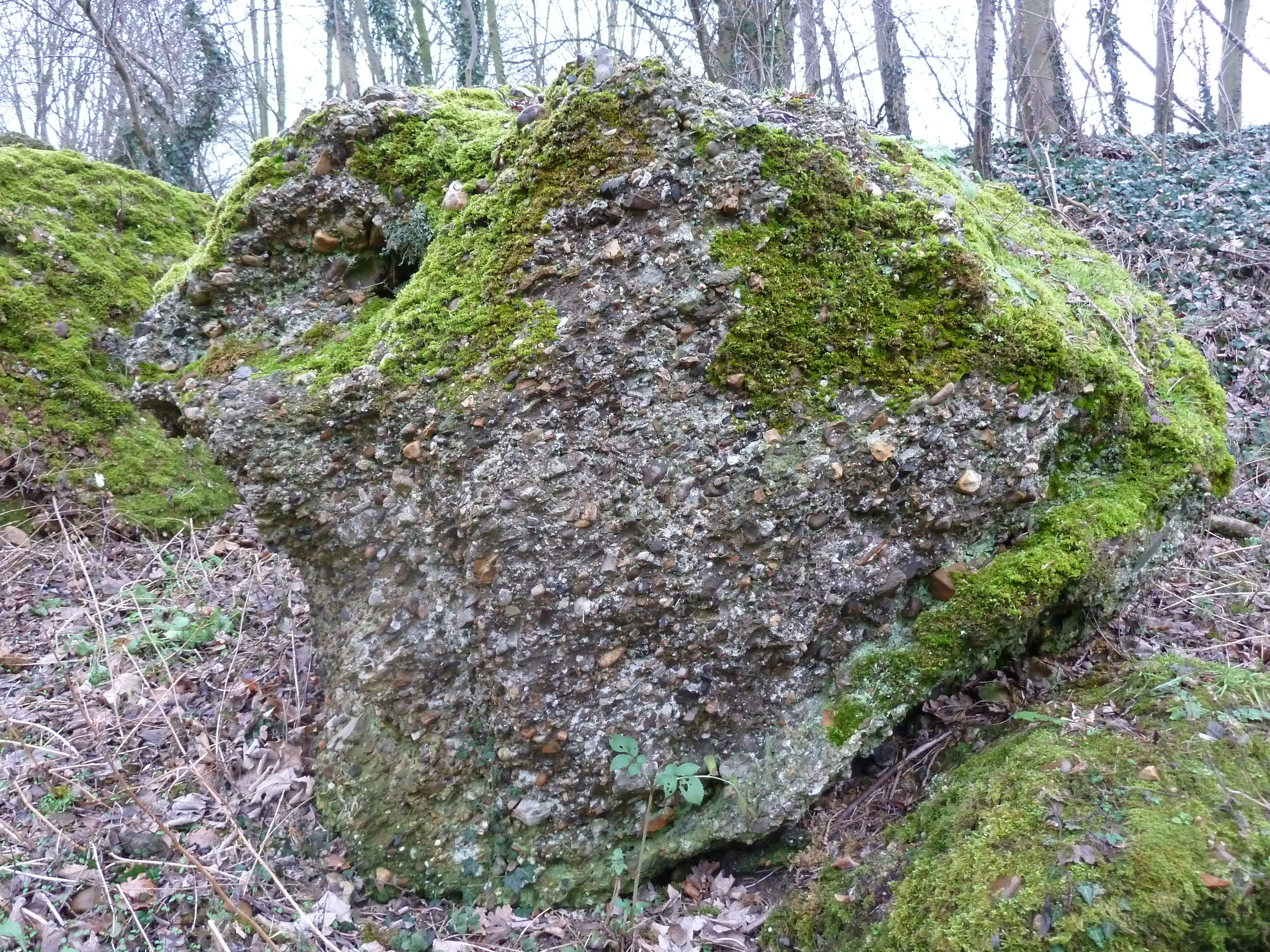

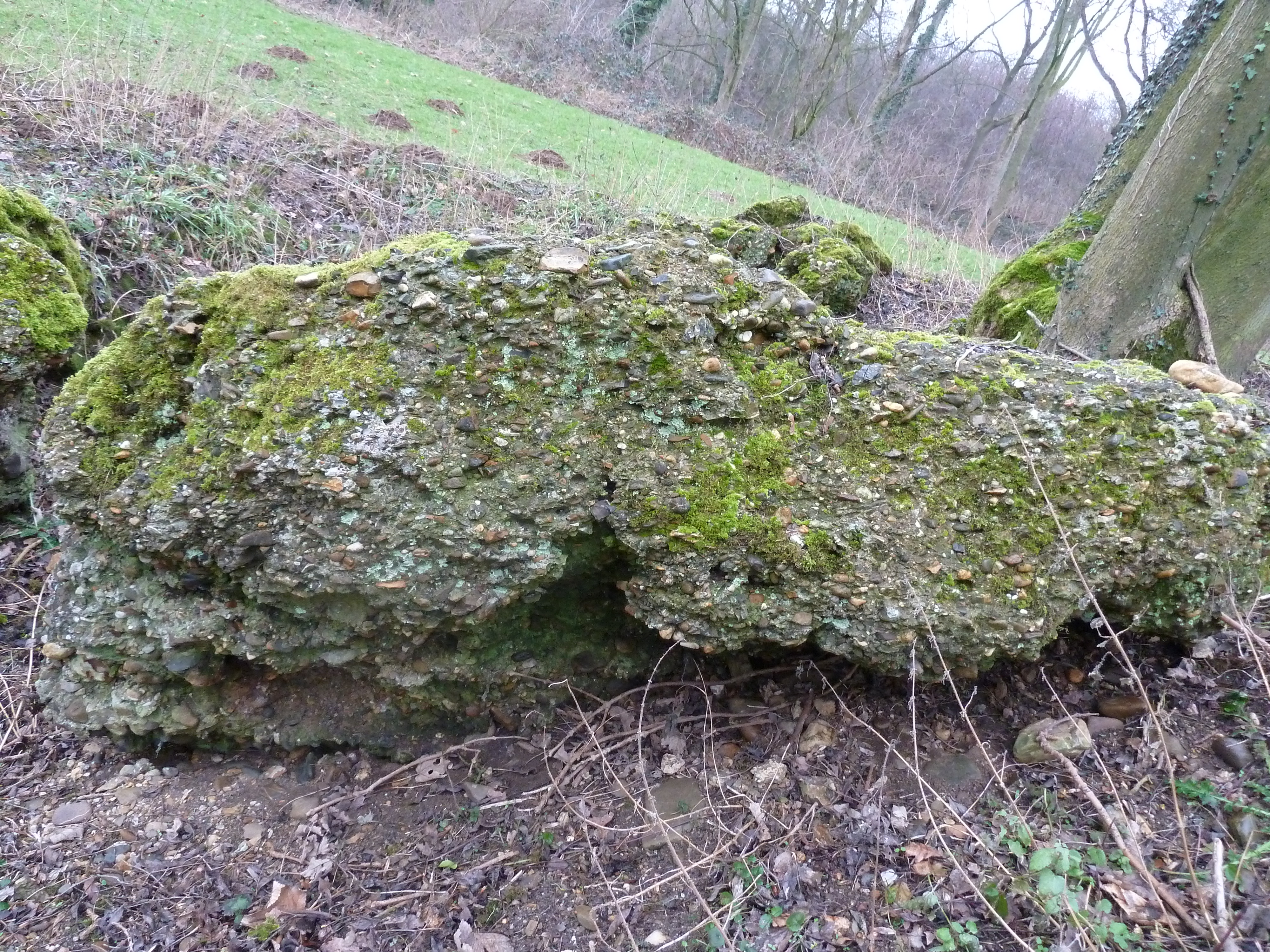

De Groeve Orenberg of Geologisch monument De Örenberg is een groeve en geologisch monument in Cadier en Keer in de Nederlandse gemeente Eijsden-Margraten. Het bevindt zich op de Orenberg ten zuiden van het dorp, in het Savelsbos. De plek ligt op het westelijk deel van het Plateau van Margraten waar een aantal meter steil naar beneden gaat de Dorregrubbe in.
Het monument bestaat uit een serie grote steenblokken die lijken op betonblokken.
Dit is een van de weinige plekken in Nederland waar conglomeraatgesteente aan de oppervlakte te zien is. Een andere plek is Geologisch monument Diependaal.

## Geschiedenis
Toen in de periode van 1.000.000 tot 800.000 jaar geleden de Maas vanuit de omgeving van de Vogezen en Ardennen naar het noorden stroomde werden grind, zand en klei meegevoerd. Ter hoogte via het tegenwoordige Zuid-Limburg werden door de Maas rivierafzettingen afgezet die onder andere op de plek van de Orenberg aanspoelden als een acht meter dikke laag.
In 1879 was de grindgroeve reeds in gebruik alwaar zand en grind werden afgegraven. Het grind werd gebruikt om wegen mee te verharden. Tijdens het afgraven ontdekte men grote brokken natuurlijk beton, die men als onbruikbaar afval opzij legde. De groeve werd later opgevuld met vuilnis. Na het dichtgooien van de groeve werden de betonblokken op hun tegenwoordige plek gezet om tentoongesteld te worden.

## Geologie
In de bodem van de Orenberg zit kalksteen van de Formatie van Maastricht, waarop in het Pleistoceen (Kwartair) een alluvium werd afgezet door de Maas bestaande uit zand, Maasgrind en klei. Deze afzettingen werden meegevoerd vanuit de Ardennen, Noord-Frankrijk en de Vogezen en zijn onderdeel van het Laagpakket van St. Geertruid uit de Formatie van Beegden. Daarna werd er in honderdduizenden jaren hier vervolgens door de wind (in een eolisch proces) een lösspakket afgezet (Laagpakket van Schimmert). In de löss sijpelde regenwater door die de kalkbestanddelen in die bodemlaag oploste en meevoerde naar de onderliggende bodemlaag van het Maasgrind. Deze kalkbestanddelen werden door het water afgezet in het grindpakket waardoor het grind werd gecementeerd tot conglomeraat. De kalk vormde zeer plaatselijk een natuurlijk cement die de klasten aan elkaar plakte tot natuurlijke betonblokken. De hier aanwezige rotsblokken worden het Örenberg-conglomeraat genoemd. De rotsblokken zijn een autochtoon conglomeraat (een conglomeraat dat ter plekke ontstaan is).
De steenblokken bestaan onder andere uit veel rolstenen. Deze bestaan voor het grootste deel uit afgeronde kwartsen, kwartsieten en zandstenen.